# Suparibağ
Suparibağ è un comune dell'Azerbaigian situato nel distretto di Astara. Conta una popolazione di 1 052 abitanti.